# ديكلان كينيدي
ديكلان كينيدي (بالألمانية: Declan Kennedy )‏ (و. 1934  م) هو مهندس معماري، وأستاذ جامعي من ألمانيا، وجمهورية أيرلندا، ولد في دبلن.